# Магоніди
Магоніди — родина карфагенських полководців і державних діячів, що фактично утримували владу над містом з середини VI — до кінця V ст. до н. е..
Засновником цієї династії вважають Магона Великого.
До Магонідів також належали його сини: Гасдрубал Магонід, Гамількар Магонід, онуки — сини Гасдрубала: Ганнібал, Гасдрубал, Сафон, онуки — сини Гамількара: Ганнон, Гімількон, Гісгон та правнук Ганнібал Магонід.